# Stadtarchiv Emden
Das Stadtarchiv Emden ist ein städtisches Archiv in der kreisfreien Stadt Emden in Ostfriesland. Es ist nach eigenen Angaben „räumlich und hinsichtlich der Bestände (...) eines der größten Kommunalarchive in Niedersachsen“. Es bewahrt behördliches, aber auch nicht-behördliches Archivgut aus der Geschichte der Stadt seit dem späten 15. Jahrhundert auf.

## Geschichte
Städtische Urkunden und Privilegien wurden seit dem 16. Jahrhundert in der sogenannten Sekretkammer des Rathauses aufbewahrt. Zu Beginn des 17. Jahrhunderts wurde auf Anordnung des Stadtsyndikus Johannes Althusius das Archivwesen besonders gefördert. Hintergrund war, dass der Rechtsgelehrte im stetigen Kampf mit dem ostfriesischen Grafenhaus Cirksena altverbriefte Rechte und weiteres Archivmaterial in Disputen schnell zur Hand haben wollte. Auch stützte er seine politikwissenschaftlichen Schriften teils auf Material aus dem Stadtarchiv.
Nach der Übernahme Ostfrieslands durch Preußen verlor Emden viele der städtischen Privilegien, die in der Grafschaft Ostfriesland noch bestanden hatten. Das Stadtarchiv sammelte in den Folgejahrzehnten vornehmlich städtische Akten.
Während des Zweiten Weltkrieges wurde das Archiv mehrfach umgelagert, wodurch eine größere Zahl von Archivalien verloren ging. Nach dem Krieg begann die erneute Sichtung und Einordnung des Archivmaterials.

## Bestände
Das Archiv verfügt über rund 500 Urkunden, 150 Handschriften, 8.000 Druckschriften, 10.000 Bücher und 70.000 Akten. Zu den herausragenden Urkunden zählen die Bestätigung des Stapelrechts auf der Ems von 1494 und die Verleihung des Stadtwappens von 1495 durch König Maximilian I. Es handelt sich insgesamt um rund 1600 laufende Meter Archivgut aus der Zeit vom 15. bis zum 20. Jahrhundert. Untergebracht ist ein Großteil des Archivmaterials in einem zentral in der Stadt gelegenen ehemaligen Weltkriegsbunker, nur etwa 300 Meter vom Hauptgebäude der Stadtverwaltung entfernt.

## Personal
Geleitet wird das Archiv von Rolf Uphoff. Ihm stehen vier Mitarbeiter zur Seite.